# Nokere Koerse 1996
La Nokere Koerse 1996, cinquantunesima edizione della corsa, si svolse il 20 marzo per un percorso di 160 km, con partenza a Oudenaarde ed arrivo a Nokere. Fu vinta dal belga Hendrik Van Dyck della squadra TVM-Farm Frites davanti agli olandesi Jelle Nijdam e Michel Cornelisse.

## Ordine d'arrivo (Top 10)
| Pos. | Corridore         | Squadra                     | Tempo    |
| ---- | ----------------- | --------------------------- | -------- |
| 1    | Hendrik Van Dyck  | TVM-Farm Frites             | 3h58'00" |
| 2    | Jelle Nijdam      | TVM-Farm Frites             | a 3"     |
| 3    | Michel Cornelisse | TVM-Farm Frites             | a 9"     |
| 4    | Niko Eeckhout     | Collstrop-Lystex            | s.t.     |
| 5    | Andy De Smet      | Ipso-Asfra Racing Team      | s.t.     |
| 6    | Jo Planckaert     | Refin-Mobilvetta            | s.t.     |
| 7    | Ronny Assez       | Ipso-Asfra Racing Team      | s.t.     |
| 8    | Marnix Cappelle   | Palmans-Boghemans           | s.t.     |
| 9    | Mario De Clercq   | Palmans-Boghemans           | s.t.     |
| 10   | Marc Patry        | Vlaanderen 2002-Eddy Merckx | s.t.     |